# Why Don't You Love Me?
Why Don't You Love Me? è un singolo del gruppo musicale italiano The Kolors, pubblicato il 14 settembre 2015 come terzo estratto dal secondo album in studio Out.

## Video musicale
Il video, girato a Berlino, è stato reso disponibile il 18 settembre 2015 e ha come protagonisti il frontman del gruppo, Antonio Stash Fiordispino, e la propria compagna, interpretata dall'attrice e modella olandese Barbara Snellenburg.

## Classifiche
| Classifica (2015) | Posizione massima |
| ----------------- | ----------------- |
| Italia            | 67                |